# Amt Freudenberg (Grafschaft Hoya)
Das Amt Freudenberg war eine Verwaltungseinheit, die bis 1885 im nördlichen Bereich des heutigen Landkreises Diepholz existierte. Verwaltungssitz des Amtes war der damalige Flecken Freudenberg.

## Geschichte
Bevor das Amt Freudenberg zur Grafschaft Hoya gehörte, war es ein Teil der Grafschaft Bruchhausen, 1301 wurden die Grafschaften Hoya und Bruchhausen verbunden.
Schon seit 1526 war das Amt Freudenberg ein Lehen der Landgrafschaft Hessen-Kassel, sodass es nach dem Aussterben der Grafen von Hoya 1582 auch an diese fiel und der Grafschaft Schaumburg zugeordnet wurde. Das Amt bestand zu dieser Zeit aus einem Flecken mit drei Bürgereien und siebzehn Dörfern.
Durch den Frieden von Tilsit kam das Amt Freudenberg als Kanton Freudenberg 1807 zum neu gegründeten Königreich Westphalen. Es gehörte laut Dekret vom 24. Dezember 1807 zum Departement der Weser und zum Distrikt Rinteln, der aus der hessischen Grafschaft Schaumburg und dem braunschweigischen Amt Thedinghausen gebildet wurde. Als 1810 auch das Umland, das zuvor noch zu Kurhannover gehörte, dem Königreich Westphalen angeschlossen wurde, kamen durch ein Dekret vom 19. Juli 1810 große Teile der Grafschaften Hoya und Diepholz sowie der Kanton Freudenberg zum Distrikt Nienburg im neuen Departement der Aller. Durch ein Dekret von 15. Oktober 1810 wurde der Kanton Freudenberg aufgehoben und dem Kanton Bassum angeschlossen, Groß Hollwedel wurde allerdings dem Kanton Harpstedt zugeteilt. Zum 1. Januar 1811 wurde der Kanton Bassum Teil des französischen Departements der Wesermündungen, der Kanton hatte zu dieser Zeit 10.189 Einwohner.
Nach dem Wiener Kongress trat Hessen 1815 das Amt Freudenberg ab und es gehörte zum Königreich Hannover. Im Königreich Hannover war das Amt Freudenberg der Provinz Grafschaft Hoya und ab 1824 der Landdrostei Hannover unterstellt.
Nach dem Deutschen Krieg 1866 wurde das Königreich Hannover von Preußen annektiert. 1867 wurden die preußischen Provinz Hannover in Kreise eingeteilt, das Amt Freudenberg wurde, gemeinsam mit den Ämtern Diepholz und Sulingen, dem Kreis Diepholz zugeordnet. Zu dieser Zeit umfasste das Amt Freudenberg neben den Flecken Bassum, Loge und Freudenberg auch die Flecken Neu-Bruchhausen und Harpstedt. Durch Zusammenlegung der Ämter Freudenberg und Syke wurde 1885 der Kreis Syke gebildet.

## Zusammensetzung

### 1778
Das Amt Freudenberg setzte sich 1778 folgendermaßen zusammen:
- Flecken Bassum
  - Bürgerei Freudenberg
  - Bürgerei Bassum
  - Bürgerei Loge
- Dörfer
  - Hosel
  - Klenkenborstel
  - Stühren
  - Döhren
  - Osterbinde
  - Eschenhausen
  - Hallstädt
  - Albringhausen
  - Schorlingborstel
  - Nienstädt
  - Neuenkirchen (umstritten)
  - Wedehorn
  - Appelstädt
  - Klein Ringmar
  - Groß Hollwedel
  - Wichenhausen
  - Nienhus
  - Haft (Freudenberg)

### 1807 (als Kanton Freudenberg)
Der Kanton Freudenberg wurde 1807 aus folgenden Orten gebildet:
- Flecken Freudenberg (Kantonshauptort) mit Bassum, Osterbinde und Nienhaus
- Dörfer
  - Albringhausen
  - Holstedt
  - Wedehorn
  - Großen-Hohlwedel und Nienstedt
  - Eschenhausen und Klowenhausen
  - Appelstädt
  - Schorlingborstel mit Klenkenborstel, Kleinen-Ringmar und Wichenhausen
  - Neuenkirchen
  - Stühren, Hassel und Döhren

### 1810 (als Kanton Freudenberg)
Zum Zeitpunkt der Zusammenlegung der Kantone Bassum und Freudenberg bestand der Kanton Freudenberg aus folgenden Orten:
- Flecken Bassum mit Schloss Freudenberg
- Dorf Hoge
- Weiler Osterbinde und Nienhus
- Dorf Albringhausen
- Dorf Hallstedt
- Weiler Nienstedt
- Dorf Eschenhausen mit Weiler Klöwenhausen
- Dorf Wedehorn
- Dorf Oppelstedt
- Dorf Neuenkirchen
- Dorf Schorlingborstel mit Weilern Kleinenborstel, Kleinringmar und Wichenhausen
- Dorf Stuhren mit Weilern Hassel und Döhren
- Dorf Großholwedel

### 1824
1824 umfasste das hannöversche Amt Freudenberg folgende Orte:
- Flecken Bassum
- Flecken Freudenberg
  - Haft
  - Helldiek
- Flecken Loge
- Pfarrdorf Neuenkirchen
- Dorf Albringhausen-Apelstedt
- Dorf Döhren
- Dorf Eschenhausen
- Dorf Hallstedt
- Dorf Hassel
- Dorf Groß Hollwedel
- Dorf Klenkenborstel
- Dorf Nienstedt
- Dorf Nienhaus
- Dorf Osterbinde
- Dorf Klein Ringmar
- Dorf Schorlingborstel
- Dorf Stühren
- Dorf Wedehorn
- Dorf Wichenhausen

## Amtmänner
- (1798)-1813: Tobias Salomon Merkel, Amtmann
- (1818) 1823–1836: Johann Paul Wehner, Amtmann und Regierungsrat
- 1836–1859: Johann Christian von Schulzen, Landesökonomierat
- 1859–1870: Johann Heinrich Conrad Friedrich Wynecken, Amtmann, Geheimer Regierungsrat, ab 1865 Oberamtmann